# لويس سيغوفيا
لويس سيغوفيا هو لاعب كرة قدم إكوادوري في مركزي الدفاع والوسط، ولد في 26 أكتوبر 1997 في ريوبامبا ‏ في الإكوادور. لعب مع نادي ديبورتيفو إل ناسيونال.

## وصلات خارجية
- لويس سيغوفيا على موقع قاعدة بيانات كرة القدم.إي يو (الإنجليزية)
- لويس سيغوفيا على موقع ناشيونال فوتبول تيمز (الإنجليزية)
- لويس سيغوفيا على موقع Soccerway.com (الإنجليزية)